# Pseudo-hyperbolischer Raum
In der Differentialgeometrie, einem Teilgebiet der Mathematik, sind pseudo-hyperbolische Räume eine Klasse pseudo-Riemannscher Mannigfaltigkeiten, zu denen insbesondere der hyperbolische Raum und der Anti-de-Sitter-Raum gehören.
Seien {\displaystyle p,q} zwei natürliche Zahlen. Der pseudo-hyperbolische Raum {\displaystyle \mathbb {H} ^{p,q}} ist der homogene Raum
{\displaystyle \mathbb {H} ^{p,q}=O(p,q+1)/(O(p)\times O(q+1))}.
Um ein konkretes Modell zu bekommen, betrachte man den pseudo-Euklidischen Raum {\displaystyle \mathbb {R} ^{p,q+1}}, d. h. den {\displaystyle \mathbb {R} ^{p+q+1}} mit der Bilinearform {\displaystyle \langle X,Y\rangle =x_{1}y_{1}+\ldots +x_{p}y_{p}-x_{p+1}y_{p+1}-\ldots -x_{p+q+1}y_{p+q+1}}, und definiere
{\displaystyle \mathbb {H} ^{p,q}=\left\{X\in \mathbb {R} ^{p,q+1}\colon \langle X,X\rangle =-1\right\}/\left\{\pm Id\right\}.}
Die Bilinearform {\displaystyle \langle .,.\rangle } induziert eine pseudo-Riemannsche Metrik auf {\displaystyle \mathbb {H} ^{p,q}\subset \mathbb {R} ^{p,q+1}}, die es zu einer total geodätischen Untermannigfaltigkeit der Schnittkrümmung konstant {\displaystyle -1} macht.